# IBM in atoms
IBM in atoms (рус. IBM в атомах) — аббревиатура «IBM» написанная с помощью 35 атомов ксенона, с целью демонстрации способности манипулирования отдельными атомами. Надпись сделана учеными IBM в 1989 году. Сканирующий туннельный микроскоп использовался для размещения 35 отдельных атомов ксенона на подложке из охлажденного кристалла никеля. Впервые атомы были настолько точно расположены на плоской поверхности.
30 апреля 2013 года IBM опубликовала на своем веб-сайте статью и видео на YouTube под названием «Мальчик и его атом: самый маленький фильм в мире».

## Исследовательская работа
Дональд Эйглер и Эрхард Швейцер из исследовательского центра IBM Almaden в Сан-Хосе, Калифорния, обнаружили возможность с помощью сканирующего туннельного микроскопа (STM) перемещать атомы по поверхности. В демонстрации, где микроскоп использовался при низкой температуре, они разместили 35 отдельных атомов ксенона на подложке из охлажденного кристалла никеля, чтобы сформировать аббревиатуру «IBM». Созданный ими логотип имел длину три нанометра. Они также создали цепочки атомов ксенона, похожие по форме на молекулы. Отмечено, что продемонстрированная способность показала потенциал изготовления элементарных структур и позволила понять возможную степень миниатюризации различных устройств.

## Рекомендации
1. ↑  IBM's 35 atoms and the rise of nanotech. Дата обращения: 18 апреля 2020. Архивировано 27 ноября 2020 года.
2. ↑  2 Researchers Spell 'I.B.M.,' Atom by Atom. The New York Times (5 апреля 1990). Дата обращения: 18 апреля 2020. Архивировано 3 августа 2009 года.
3. ↑  A Boy And His Atom: The World’s Smallest Movie — IBM Архивная копия от 6 мая 2013 на Wayback Machine A Boy And His Atom: The World’s Smallest Movie — YouTube
4. ↑  The New Quantum Universe. — Cambridge University Press, 2003. — ISBN 0521564182.
5. ↑  Discovering the Nanoscale. — IOS Press[англ.], 2004. — ISBN 1586034677.
6. ↑  The Visioneers: How a Group of Elite Scientists Pursued Space Colonies, Nanotechnologies, and a Limitless Future (англ.). — Princeton University Press, 2013. — ISBN 9780691176291.